# Gustav Hallagård
Gustav Albert Hallagård (i riksdagen kallad Johansson i Hallagård), född Johansson den 24 april 1887 i Kinneveds församling, Skaraborgs län, död där 10 november 1967, var en svensk lantbrukare och politiker i Bondeförbundet.
Hallagård var lantbrukare i Slutarp i Falköpings kommun. Namnet på hans gård blev förebild för hans efternamnsbyte. Det var relativt vanligt att riksdagsmän med de vanligaste svenska efternamnen bytte för att undvika förväxlingar med andra riksdagspolitiker.
Hallagård var ledamot av Sveriges riksdags andra kammare 1918–1943 för Bondeförbundet i valkretsen Skaraborgs län. Från 1944 tillhörde han första kammaren. Han skrev 81 egna motioner i riksdagen främst inom jordbruk och vägfrågor.
Det finns idag i Kinnarp-Slutarp en gata som heter Hallagårdsgatan.